# Clarissa dos Santos
Clarissa Cristina dos Santos (ur. 10 marca 1988 w Rio de Janeiro) – brazylijska koszykarka, reprezentantka kraju, grająca na pozycji środkowej, obecnie zawodniczka Izmiru Belediyespor.

## Osiągnięcia
Stan na 3 lutego 2021, na podstawie, o ile nie zaznaczono inaczej.

### Drużynowe
- Mistrzyni:
  - Francji (2019)
  - Brazylii (2012, 2014, 2015, 2016)
  - Portugalii (2010)
  - brazylijskiej ligi Paulista (2013)
- Wicemistrzyni:
  - Brazylii (2013)
  - Portugalii (2009)
- Zdobywczyni:
  - pucharu:
    - Francji (2017)
    - Portugalii (2009)

  - superpucharu:
    - Francji (2019)
    - Portugalii (2009)

### Indywidualne
- MVP:
  - Pucharu Francji (2017)
  - finałów mistrzostw Brazylii (2012, 2015)
- Uczestniczka mecz gwiazd ligi portugalskiej (2009, 2010)
- Liderka w:
  - zbiórkach ligi:
    - portugalskiej (2010)
    - brazylijskiej (2007–2009, 2011, 2015, 2016)

  - przechwytach ligi brazylijskiej (2014)

### Reprezentacyjne
Drużynowe
- Mistrzyni:
  - Ameryki (2011)
  - igrzysk panamerykańskich (2019)
  - Ameryki Południowej (2013, 2014)
- Wicemistrzyni Ameryki Południowej (2018)
- Brązowa medalistka:
  - igrzysk panamerykańskich (2011)
  - mistrzostw Ameryki (2013, 2019)
- Uczestniczka:
  - igrzysk olimpijskich (2012 – 9. miejsce, 2016 – 11. miejsce)
  - świata:
    - 2014 – 11. miejsce
    - U–19 (2007 – 10. miejsce)
    - U–21 (2007 – 8. miejsce)

Indywidualne
- MVP mistrzostw Ameryki Południowej (2013)
- Liderka w:
  - zbiórkach:
    - igrzysk olimpijskich (2012, 2016)
    - mistrzostw Ameryki Południowej (2018)

  - przechwytach mistrzostw Ameryki Południowej (2014, 2018)